# ヴァーノン・ホワイト
ヴァーノン・"タイガー"・ホワイト（Vernon "Tiger" White、1971年12月3日 - ）は、アメリカ合衆国の男子総合格闘家。カリフォルニア州パロアルト出身。ライオンズ・デン所属。元KOTC世界ライトヘビー級王者。元IFC世界ヘビー級王者。

## 来歴
黒人の貧民街に生まれる。差別から身を守るために16歳からテコンドーを始め、高校中退後は運送会社に勤める傍ら、ケン・シャムロック主宰のライオンズ・デンに入門し、トレーニングを積んだ。
1993年、パンクラス道場に泊まり込みで練習を積み、9月21日の旗揚げ戦に参戦。冨宅祐輔と対戦し、腕ひしぎ十字固めで一本負け。
以降、パンクラス常連外国人選手として試合を重ねるが、1996年10月8日の渋谷修身との試合をもって、パンクラスを離れた。
1997年4月7日、WWEの「RAW IS WAR」でケン・シャムロックとプロレスの試合を行った。
1998年3月15日、PRIDE初参戦となったPRIDE.2で桜庭和志と対戦し、腕ひしぎ十字固めで一本負け。
1999年2月、アブダビコンバット99kg未満級に出場。1回戦で高瀬大樹に勝利するものの、2回戦でサウロ・ヒベイロに敗れた。
1999年10月9日、IFC世界ヘビー級タイトルマッチでウラジミール・マティシェンコと対戦し、2-1の判定勝ちを収め王座獲得に成功した。
2001年4月29日、KOTC世界ライトヘビー級王座決定戦でマービン・イーストマンと対戦し、2-0の判定勝ちを収め王座獲得に成功。以後、2度の防衛に成功した。
2003年5月16日、KOTC世界ライトヘビー級タイトルマッチでジェレミー・ホーンと対戦し、判定負けを喫し王座陥落した。
2003年6月6日、UFC初参戦となったUFC 43でイアン・フリーマンと対戦し、引き分けた。
2003年8月15日、K-1 WORLD GP 2003 in LAS VEGASの世界最終予選トーナメント1回戦でレミー・ボンヤスキーと対戦し、右ハイキックでKO負け。
2004年8月21日、UFC 49でチャック・リデルと対戦し、右ストレートでKO負け。
2006年12月8日、Strikeforce世界ライトヘビー級王座決定戦でボビー・サウスワースと対戦し、0-3の判定負けを喫し王座獲得に失敗した。
2007年4月30日に結婚し、2008年5月31日には男児が誕生した。

## 戦績

### 総合格闘技
| 総合格闘技 戦績 | 総合格闘技 戦績 | 総合格闘技 戦績 | 総合格闘技 戦績 | 総合格闘技 戦績 | 総合格闘技 戦績 | 総合格闘技 戦績 |
| --------------- | --------------- | --------------- | --------------- | --------------- | --------------- | --------------- |
| 63 試合         | (T)KO           | 一本            | 判定            | その他          | 引き分け        | 無効試合        |
| 27 勝           | 10              | 8               | 7               | 2               | 2               | 0               |
| 34 敗           | 7               | 14              | 13              | 0               | 2               | 0               |

| 勝敗 | 対戦相手                         | 試合結果                         | 大会名                                                                       | 開催年月日     |
| ×    | ジェイソン・マクドナルド         | 3R 2:12 三角絞め                 | W-1 MMA: Bad Blood                                                           | 2010年3月20日  |
| ×    | ルー・ポリー                     | 5分3R終了 判定0-3                | War Gods 5                                                                   | 2009年5月30日  |
| ○    | ジェレマイア・コンスタント       | 1R 反則                          | XCC 6: Western Threat                                                        | 2008年4月5日   |
| ×    | マルセロ・タイガー               | 1R 3:26 TKO（手の骨折）          | X-1: Grand Prix 2007                                                         | 2007年8月4日   |
| ×    | マイク・ホワイトヘッド           | 2R 0:54 TKO（パンチ連打）        | IFL: Las Vegas                                                               | 2007年6月16日  |
| ○    | サム・ホーガー                   | 2R 3:25 チョークスリーパー       | IFL: Moline                                                                  | 2007年4月7日   |
| ×    | ボビー・サウスワース             | 5分5R終了 判定0-3                | Strikeforce: Triple Threat 【Strikeforce世界ライトヘビー級王座決定戦】       | 2006年12月8日  |
| ×    | ビクター・ヴァリマキ             | 5分3R終了 判定0-3                | Elite Fighting 2: The Ultimate Decision                                      | 2006年9月29日  |
| ×    | リョート・マチダ                 | 5分3R終了 判定0-3                | WFA 4: King of the Streets                                                   | 2006年7月22日  |
| ○    | ジェイソン・グイダ               | 1R終了時 TKO（ドクターストップ） | WEC 18: Unfinished Business                                                  | 2006年1月13日  |
| ○    | アレックス・スティーブリング     | 2R 0:09 KO（パンチ）             | WEC 17: Halloween Fury 4                                                     | 2005年10月14日 |
| ×    | マット・ホーウィッチ             | 2R 2:38 チョークスリーパー       | SportFight 12: Breakout                                                      | 2005年9月16日  |
| ○    | ジャスティン・バーギン           | 5分3R終了 判定3-0                | Valor Fighting: Medford Mayhem                                               | 2005年7月16日  |
| ○    | クリス・ピーク                   | 1R TKO                           | Valor Fighting: Home of the Brave                                            | 2005年7月2日   |
| ×    | チャック・リデル                 | 1R 4:05 KO（右ストレート）       | UFC 49: Unfinished Business                                                  | 2004年8月21日  |
| ×    | マービン・イーストマン           | 5分3R終了 判定0-3                | KOTC 32: Bringing Heat                                                       | 2004年1月24日  |
| ×    | オーガスト・ウォレン             | 判定0-3                          | Fighter Extreme 4                                                            | 2003年9月28日  |
| △    | イアン・フリーマン               | 5分3R終了 判定1-1                | UFC 43: Meltdown                                                             | 2003年6月6日   |
| ×    | ジェレミー・ホーン               | 5分5R終了 判定0-3                | KOTC 23: Sin City 【KOTC世界ライトヘビー級タイトルマッチ】                   | 2003年5月16日  |
| ○    | マイク・ロジャース               | 5分3R終了 判定2-1                | KOTC 16: Double Cross 【KOTC世界ライトヘビー級タイトルマッチ】               | 2002年8月2日   |
| ○    | ジェームス・リー                 | 3R 1:00 ヒールホールド           | KOTC 11: Domination 【KOTC世界ライトヘビー級タイトルマッチ】                 | 2001年9月29日  |
| ○    | ジョー・プライオル               | 2R TKO（パンチ連打）             | WMMAA 1: MegaFights                                                          | 2001年8月10日  |
| ○    | マービン・イーストマン           | 5分3R終了 判定2-0                | KOTC 8: Bombs Away 【KOTC世界ライトヘビー級王座決定戦】                      | 2001年4月29日  |
| ○    | デビッド・ドッド                 | 2R 3:43 KO（跳び膝蹴り）         | KOTC 6: Road Warriors 【KOTCライトヘビー級スーパーファイト選手権試合】       | 2000年11月29日 |
| ○    | マルコス・ダ・シウバ             | 1R ギブアップ                    | IFC: Battleground 2 【IFC世界ヘビー級タイトルマッチ】                        | 2000年9月30日  |
| ×    | アラン・ゴエス                   | 10分2R終了 判定0-3               | PRIDE.9                                                                      | 2000年6月4日   |
| ○    | トッド・メディーナ               | 1R 0:09 KO（パンチ）             | KOTC 3: Knockout Nightmare 【KOTCライトヘビー級スーパーファイト王座決定戦】  | 2000年4月15日  |
| ○    | ウラジミール・マティシェンコ     | 25分1R終了 判定2-1               | IFC: Montreal Cage Combat 【IFC世界ヘビー級タイトルマッチ】                  | 1999年10月9日  |
| ○    | デビッド・テレル                 | 5分3R終了 判定3-0                | IFC Warriors Challenge 4                                                     | 1999年8月7日   |
| ×    | 桜庭和志                         | 3R 6:53 腕ひしぎ十字固め         | PRIDE.2                                                                      | 1998年3月15日  |
| ○    | ブライアン・ガサウェイ           | 1R 1:26 アンクルホールド         | World Pankration Championships 1                                             | 1997年10月26日 |
| ×    | ウラジミール・マティシェンコ     | 1R 5:44 ネックロック             | IFC 5: Battle in the Bayou 【1回戦】                                         | 1997年9月5日   |
| ×    | マリオ・スペーヒー               | 5分3R終了 判定0-3                | Caged Combat 1: Australian Ultimate Fighting                                 | 1997年3月22日  |
| ×    | ペドロ・ヒーゾ                   | 1R 6:30 KO（キック）             | World Vale Tudo Championship 2 【決勝】                                      | 1996年11月10日 |
| ○    | ユーリ・ウーリネツキ             | 1R 1:21 KO（右ハイキック）       | World Vale Tudo Championship 2 【準決勝】                                    | 1996年11月10日 |
| ○    | キース・ベイゼムス               | 1R 2:10 ヒールホールド           | World Vale Tudo Championship 2 【1回戦】                                     | 1996年11月10日 |
| ×    | 渋谷修身                         | 20分終了 判定（ポイント0-1）     | PANCRASE TOUR 1996 TRUTH                                                     | 1996年10月8日  |
| ○    | 高橋義生                         | 19:43 KO（キック）               | PANCRASE TOUR 1996 TRUTH                                                     | 1996年9月7日   |
| ○    | 鈴木みのる                       | 15分終了 判定2-0                 | PANCRASE TOUR 1996 TRUTH                                                     | 1996年7月23日  |
| ×    | 船木誠勝                         | 2:34 アンクルホールド            | PANCRASE TOUR 1996 TRUTH                                                     | 1996年6月25日  |
| △    | 冨宅飛駈                         | 10分終了 判定0-0                 | PANCRASE TOUR 1996 TRUTH                                                     | 1996年5月16日  |
| ○    | 山田学                           | 不戦勝                           | PANCRASE TOUR 1996 TRUTH 【ランキングトーナメント 3位決定戦】                | 1996年4月7日   |
| ×    | 柳澤龍志                         | 12:47 アンクルホールド           | PANCRASE TOUR 1996 TRUTH 【ランキングトーナメント 準決勝】                   | 1996年4月7日   |
| ○    | 高橋義生                         | 10分終了 判定（ポイント2-1）     | PANCRASE TOUR 1996 TRUTH 【ランキングトーナメント 1回戦】                    | 1996年4月7日   |
| ×    | フランク・シャムロック           | 5:23 アキレス腱固め              | パンクラス 1995 EYES OF BEAST                                                | 1995年12月14日 |
| ×    | 稲垣克臣                         | 10分終了 判定0-2                 | パンクラス 1995 EYES OF BEAST                                                | 1995年11月4日  |
| ×    | グレゴリー・スミット             | 10分終了 判定1-0                 | パンクラス 1995 EYES OF BEAST 【ネオブラッド・トーナメント 1回戦】           | 1995年7月22日  |
| ×    | 山田学                           | 10:26 レッグロック               | パンクラス 1995 EYES OF BEAST                                                | 1995年6月13日  |
| ○    | ラリー・パパドポロス             | 9:54 ヒールホールド              | パンクラス 1995 EYES OF BEAST                                                | 1995年4月8日   |
| ×    | 伊藤崇文                         | 7:26 腕ひしぎ十字固め            | パンクラス 1995 EYES OF BEAST                                                | 1995年3月10日  |
| ×    | 船木誠勝                         | 5:37 アームロック                | パンクラス KING OF PANCRASE TOURNAMENT 【KING OF PANCRASE TOURNAMENT 2回戦】 | 1994年12月16日 |
| ○    | リオン・ダイク                   | 3:45 ヒールホールド              | パンクラス KING OF PANCRASE TOURNAMENT 【KING OF PANCRASE TOURNAMENT 1回戦】 | 1994年12月16日 |
| ×    | トッド・ビョーナサン             | 15分終了 判定（ポイント0-1）     | パンクラス 1994 ROAD TO THE CHAMPIONSHIP                                     | 1994年10月15日 |
| ○    | リチャード・サー                 | 3:25 KO                          | パンクラス 1994 ROAD TO THE CHAMPIONSHIP                                     | 1994年9月1日   |
| ○    | 稲垣克臣                         | 4:15 ヒールホールド              | パンクラス 1994 ROAD TO THE CHAMPIONSHIP                                     | 1994年7月26日  |
| ×    | レムコ・パドゥール               | 14:24 TKO（ポイントアウト）      | パンクラス 1994 ROAD TO THE CHAMPIONSHIP                                     | 1994年7月6日   |
| ×    | バス・ルッテン                   | 1:16 フロントスリーパー          | パンクラス 1994 PANCRASH!                                                    | 1994年4月21日  |
| ×    | 船木誠勝                         | 1:13 KO                          | パンクラス 1994 PANCRASH!                                                    | 1994年3月12日  |
| ×    | アンドレ・フォン・デ・ウットラー | 6:22 変形チョークスリーパー      | パンクラス 1994 PANCRASH!                                                    | 1994年1月19日  |
| ×    | 柳澤龍志                         | 8:55 TKO（ポイントアウト）       | パンクラス 1993 YES, WE ARE HYBRID WRESTLERS                                 | 1993年12月8日  |
| ○    | 稲垣克臣                         | 22:04 TKO（ドクターストップ）    | パンクラス 1993 YES, WE ARE HYBRID WRESTLERS                                 | 1993年11月8日  |
| ×    | 鈴木みのる                       | 2:36 クロックヘッドシザース      | パンクラス 1993 YES, WE ARE HYBRID WRESTLERS                                 | 1993年10月14日 |
| ×    | 冨宅飛駈                         | 1:19 腕ひしぎ十字固め            | パンクラス 1993 YES, WE ARE HYBRID WRESTLERS                                 | 1993年9月21日  |

### グラップリング
| 勝敗 | 対戦相手                     | 試合結果          | 大会名                         | 開催年月日 |
| ×    | ルイス・ホベルト・デュアルチ | 10分終了 ポイント | ADCC 1999 【無差別級 1回戦】   | 1999年2月  |
| ×    | サウロ・ヒベイロ             | 10分終了 ポイント | ADCC 1999 【99kg未満級 2回戦】 | 1999年2月  |
| ○    | 高瀬大樹                     | 10分終了 ポイント | ADCC 1999 【99kg未満級 1回戦】 | 1999年2月  |

### キックボクシング
| 勝敗 | 対戦相手             | 試合結果                   | 大会名                                      | 開催年月日    |
| ×    | レミー・ボンヤスキー | 1R 1:55 KO（右ハイキック） | K-1 WORLD GP 2003 in LAS VEGAS II 【1回戦】 | 2003年8月15日 |

## 獲得タイトル
- 第2代IFC世界ヘビー級王座（1999年）
- 初代KOTCライトヘビー級スーパーファイト王座（2000年）
- 初代KOTC世界ライトヘビー級王座（2001年）